# Borgring
Borgring (tidligere Borrering (1682: Borre Ring; 1877 & 1992: Borrering) (1860: måske Borgrings Marken; 2014: Borgring) - begge disse navneformer er officielle) - er en sjællandsk vikingeborg ved Køge Å umiddelbart vest for Sydmotorvejen.
Dens vold er cirkulær deraf betegnelsen ringborg, som også bruges om andre danske vikingeborge. Ringborgen ligger øst for Gl. Lellingegaard i Højelse Sogn og nordøst for Lellinge. Marken, som borgen ligger på, har tilhørt Vallø Stift (marken og Gl. Lellingegaard har hørt under grevskabet Vallø (senere Vallø Stift) siden 1721). Borgring blev i 2023 optaget på UNESCOs verdensarvsliste sammen med 4 andre danske trelleborge.

## Beskrivelse
Ringborgen måler 145 m i ydre diameter (i indre ca. 122 meter) og er den tredjestørste af de kendte borge af trelleborgtypen. Den var udstyret med en 10-11 m bred vold, omkranset af en palisade (et skanseværk af tilspidsede træpæle). Der er ikke fundet en voldgrav i tilknytning til anlægget, men Ellebækken, der løb ret vest for borgen, kan måske have tjent som en naturlig barriere og en mindre sø nord/nordøst for borgen og dennes afløb øst om borgen (Sydmotorvejen er nu lagt hen over større dele af dette afløb) kan måske have tjent samme formål. Borgens nord- og østport lå ved udgravningen i 2014 præcis der, hvor man ville forvente de skulle være, når der er tale om en borg af trelleborgtypen.
Borrering/Borgring er sandsynligvis det femte danske medlem af gruppen af trelleborge, som tæller Trelleborg ved Slagelse,Nonnebakken i Odense, Fyrkat ved Hobro og Aggersborg ved Limfjorden. Disse anlæg dateres til årene omkring 980 e.Kr. Det er dog endnu ikke fuldt ud påvist, at Borgrings datering svarer til de fire øvrige anlæg.
Området omkring borganlægget har i vikingetiden ligget strategisk placeret, hvor de gamle hovedveje fra Roskilde og Ringsted mødtes og nåede ud til to vandløb i Køge Ådal, der i vikingetiden var en sejlbar fjord og én af Sjællands bedste naturhavne, hvor fra man let har haft adgang til Køge Bugt.

## Navn
Anlæggets og lokalitetens navn er Borrering, og det kan spores i de skriftlige kilder tilbage til 1682 i formen Borre Ring.
Fra og med 2014 har anlægget, borgen og lokaliteten dog to officielt korrekte navne af hver sin myndighed inden for navngivning og navneforskning. Stednavneudvalget under Nordisk Forskningsinstitut har konkluderet, at navnet er Borrering, og det er registreret således i deres arkiv og database over danske stednavne. Kulturstyrelsen har i oktober 2014, som svar på en verserende navnestrid i september-oktober 2014, bestemt, at navnet fremover skal være Borgring, som artiklen hedder, og at det tidligere anvendte 'Vallø Borgring' ikke er et officielt gyldigt.
Anlæggets og lokalitetens navn har undergået visse ændringer gennem tiden, og ganske mange variantformer af navnet har optrådt i forskellige sammenhænge.
Sagen er blevet yderligere kompliceret af, at nogle af navnene tilsyneladende har flyttet sig gennem tiden, så de nogle gange har været anvendt om selve voldstedet fra vikingetiden, mens de ved andre lejligheder er blevet anvendt i forbindelse med et andet - og mere iøjnefaldende - fortidsminde umiddelbart øst for Gl. Lellingegård. Denne lokalitet, på geodætiske kort kaldet Borgring, blev i 2007 undersøgt af Køge Museum og fik følgende beskrivelse:
«I skovområde er der lokaliseret en anseelig gravhøj tæt op af et flere meter dybt hulvejsystem nord-sydorienteret med kurs i syd mod Lellinge Kirke. I den nordlige del deler vejen sig med retning mod øst og nord.»
Der kan være tvivl om, hvorvidt de citerede historiske kilder omtaler dette anlæg eller vikingeborgen.
I 1682 forekommer foruden navneformen Borre Ring også navnene Borre Rings Aggere og Borre Rings Agre. Et udateret markkort angiver navnet Borrerings Mark, mens en guide fra 1860 nævner Borgrings Marken. Generalstabskort og målebordsblade viser gennem tiden navneformer som Boring (1897) og Borgring (1911, 1941 og 1983), mens et skovkort fra 1925 bruger betegnelsen Borgringen. Navneeksemplerne fra 1897 til 1983 henviser alle til det lille skovområde vest for ringborgen.
Ved en museal berejsning i 1875 anvendes navneformen Borgerring.
Lærer i Valløby Anders Petersen skriver i 1877 om Lellingegaards historie:
«Gaardens ældgamle Navn var muligt Borrering; thi det Sted, hvor den allerældste Gaard eller Borg har ligget kaldes endnu saaledes.» 
I Trap Danmarks 3. og 4. udgave fra henholdsvis 1898 og 1921 angives navnet som Borgering.
Navneformen Borring fra et ældre sagn ses også gengivet nogle gange 1911-1946.
Alle danske voldsteder registreredes tidligere af Nationalmuseets 2. afdeling (afdeling for middelalderen), også selvom visse anlæg, som Borrering, ikke var fra middelalderen, men derimod fra en tidligere periode. Nationalmuseet registrerede cirkelvolden under navnet Borrering og da Harald Andersen i en artikel i Skalk fra 1992 fremdrog de før-middelalderlige voldsteder af deres "glemsel" blev Borrering naturligvis også beskrevet under dette navn:
«Borrering, Højelse s. Kredsrund vold/grav, ca 140 m i diam., nu helt nedpløjet. Fund fra ældre romertid.»
«To storborge på Bornholm [....] begge dateret til yngre jernalder, er utvivlsomt tilflugtssteder, mens det er mere usikkert, om det samme gælder de to andre anlæg, som endnu er tilbage i denne størrelsesklasse, nemlig en kredsrund borg beliggende tæt uden for Køge, skårdateret til romertid, og [....]»
Navnet Borrering ses da også anvendt flere gange siden 1992, f.eks. i 2009, 2010 og 2011.
Højelse Sognearkiv udgav i 2012 en bog om Store og Lille Salby. I den omtales både den skovklædte banke Borgringen ved Gl. Lellingegård endvidere det noget mere ubestemmelige Borreringen og endelig gengives sagnet om borgen Borring’s undergang.
Vedrørende navnebrugen kan det konstateres, at hvor de fleste af variantformerne af navnet som Borgring, Boring, Borgringen, Borgerring, Borgering og Borring både kan opfattes som navnet på selve vikingetidsringborgen som på den lille skov ca. 300 meter vest for ringborgen, så er hovednavnet Borrering eller Borre Ring derimod kun blevet anvendt om selve borgen eller marken, hvor den ligger, og ikke om den føromtalte skovklædte banke.
Afdeling for Navneforskning på Nordisk Forskningsinstitut under Københavns Universitet registrerer også navnet under hovedbetegnelsen Borrering, men instituttets oversigt beskæftiger sig kun med navneforekomster i området omkring Borrering, der forekommer på kort eller i markbøger og ikke med, hvordan stedets navn optræder i litteraturen eller i andre institutioners registrering. Således findes de navneformer og navnebrug som Sophus Müller (1875), Trap Danmark, udgravningerne ledet af Thorkild Ramskou i 1971-72, Nationalmuseets registrering og Harald Andersen har brugt ikke omtalt, og nyere tids anvendelse af navneformer for ringborgen er ligeledes heller ikke omtalt eller behandlet af Afdeling for Navneforskning. Som kilde til faktiske kaldenavne og navnebrug vedrørende voldstedet/ringborgen Borrering gennem tiden er Afdeling for Navneforsknings opgørelse altså endnu kun at regne som ufuldstændig i sit indhold.
Nordisk Forskningsinstituts / Afdeling for Navneforsknings tolkning af og kommentarer til stednavnet Borrering er følgende:
Forleddet er subst. borg i betydningen 'befæstet plads, borg', efterleddet er subst. ring 'ringformet'. Navnet sigter til et omtrent cirkulært voldanlæg beliggende østligt i Gl. Lellingegård ejerlav.
En mindre arkæologisk undersøgelse inden for volden har afsløret bopladsspor fra ældre romersk jernalder, og i 2014 har undersøgelser vist at der er tale om en ringborg af Trelleborgtypen.
En række andre navne i nærområdet henviser også i forskellig grad til Borrering som det sandsynlige fælles ophav for navneformer på forskellige lokaliteter. Alle disse navne begynder med forleddet Borre. Det drejer sig om: Borrebrink, Borrerings stykker, Borreskov, Borreskovhus, Borrestruphus og Borrestub.
I 1598 nævnes et "Borrestræde" i Køge. Om dette har nogen form for sammenhæng med voldstedet flere kilometer uden for byen eller om navnet skyldes noget helt andet, foreligger der ingen oplysninger om - ej heller kan der siges noget om, hvor langt tilbage i tiden dette gadenavn går.
Navnet eller navneleddet "Borre" har flere mulige betydninger på dansk, men den betydning, der synes relevant i denne sammenhæng, er "befæstet sted" eller slet og ret "borg". Borrering placerer sig navnemæssigt dermed i en gruppe af forhistoriske voldsteder og befæstningsanlæg, der tæller anlæg som Borremose, Binderup Sogn i Himmerland, Borreknold, Aastrup Sogn på Falster og Borrehoved, Rø Sogn på Bornholm - samt tænkeligvis også Borre, Mesinge Sogn på Fyn (dette anlæg er ikke nærmere tidsfæstet).

### Navngivnings- eller opkaldelsesprincip
Hvis man spørger, om der gennem tiden har været principper for navngivning af eller kaldenavn til forhistoriske borge, voldsteder, tilflugtsborge og folkevolde i Danmark, så er svaret, at dette er et emne, der ikke er videre belyst. Ud over navnet Trelleborg og en række diger og volde, der hedder noget med Margrethe, så er der i Danmark ikke foretaget videre forskning i navneprincipper for forhistoriske forsvarsværker, men i Sverige, hvor antallet af sådanne anlæg langt overstiger, hvad man finder i resten af Norden, konkluderer Stefan følgende om navngivningstraditionen for de svenske "fornborgar":
"In prehistoric Sweden, the most frequent words used for hill fort were borg 'castle', sten 'stone' and ring 'ring'."
Om navnet Borrering er anlæggets oprindelige navn, fra det var i funktion, eller om det er af yngre dato kommenterer Lisbeth Eilersgaard Christensen:
«For Borrering gælder det også, at navnet kan være yngre end det betegnede anlæg, idet lokaliteten kan være navngivet efter det synlige voldanlæg».

### Andre navneformer og navnestrid
I de seneste år har andre navneformer trængt sig på, og til en vis grad søgt at erstatte anlæggets oprindelige navn. Navnlig i årene 2013-2014 er der sket en udvikling hen imod brug af en række nyere betegnelser for anlægget. Borgringen ved Lellinge ses anvendt nogle gange i perioden 2013-2014, det noget kortere Borgring er også blevet brugt indtil flere gange, men navnlig ejeren af marken, Vallø Stift, har gjort sig bemærket i 2014, i forbindelse med offentliggørelsen af de foreløbige udgravningsresultater i september 2014, ved sit ønske om at omdøbe anlægget til Vallø Borgring. Protester mod Vallø Stifts navnevalg viste sig hurtigt, og som et modtræk oprettedes 8. september 2014 en Facebookgruppe, der har agiteret for navneformen Lellinge Ringborg. Vikingeskibsmuseet i Roskilde har også en enkelt gang benyttet sig af navneforslaget Lellinge Ringborg.
TV 2/Lorry havde d. 30. september 2014 et indslag om navnestriden, hvori nogle af sagens parter – ejerne, beboerne i Lellinge samt Køge Kommune – ser meget forskelligt på spørgsmålet om stedets navn.

### Borgring
Siden september 2014 har betegnelsen Borgring været flittigt brugt enten som enkeltstående betegnelse eller som del af forskellige former for kombinationer, hvor variationen 'Vallø Borgring' især har markeret sig.
Ser man derimod på, om navnevariationen Borgring før september 2014 har været anvendt som betegnelse for stedet/lokaliteten, hvor Borrering ligger eller som betegnelse for Borrering selv, så ser billedet ganske anderledes ud. Af alle tilgængelige omtaler og beskrivelser af Borrering fra før 2014 eller geodætiske eller andre lignende kort ses der kun ét muligt tilfælde af navneformen Borgring som henvisende til voldstedet ude på Gl. Lellingegårds marker. I en guide fra 1860 anvendes betegnelsen Borgrings Marken om en del af Gl. Lellingegårds marker. Det eneste andet tilfælde, hvor 'Borgring' ved første øjekast synes anvendt om ringborgen ude på marken, er i Roskilde Amts turfolder fra 2001. Ved nærmere eftersyn ser man dog, at såvel teksten som kortgengivelsen i folderen knytter navnet Borgring til den skovklædte banke af samme navn.
Historiciteten af navneformen Borgring (anvendt for Borrering) hviler derfor på et meget spinkelt grundlag.
Sprogligt derimod udtrykker de to ord Borgring og Borrering det samme.
Kulturstyrelsen har i oktober 2014 behandlet spørgsmålet om ringborgens navn, og d. 10. oktober 2014 offentliggjorde de, at navnet skal være Borgring.
Kulturstyrelsen kommer ikke i deres første udmeldinger med nogen nærmere redegørelse for, hvordan de præcis mener at navneformen Borgring har speciel tilknytning anlægget/lokaliteten, og en nærmere afklaring af, hvordan Kulturstyrelsen har tænkt sig, at man skulle kunne have to anlæg med navnet Borgring indenfor en afstand af blot 300 meter, kommer heller ikke med i Kulturstyrelsens første udmeldinger.
Kontorchef i afdelingen for fortidsminder i Kulturstyrelsen Dorte Veien Christiansen udtrykker grundlaget for beslutningen således:
«Med Borgring er vi alle sammen klar over, hvad vi har med at gøre. Det kan vi godt lide»

## Tidligere formodninger
Man vidste eller antog også tidligere, at der fra gamle dage havde ligget en borg ned til Lellinge Å. Nogle gange var formodningen, at der måtte være tale om en borg fra middelalderen og andre gange, at den måske var endnu ældre (fra tiden omkring trosskiftet).
I N. P. Nielsens bog fra 1919 står:
«I Middelalderen laa Gaarden Borring Nord for Lellinge Aa omgivet af Volde og Grave. Ogsaa fra den Gaard har der rimeligvis været sejlet Sæd ned ad Aaen til Køge. Muligt har den været Ladegaard for et af de store gejstlige Godser, der har haft Jordegods paa Egnen, vel i saa Fald Bispen i Roskilde.
Den forsvinder i alt Fald paa Reformationstiden. Et Sagn vil vide, at den sank i Aaen, da den rene Lære kom til Landet, fordi en ugudelig Herremand i den Anledning svor og bandede, og kun en Tjener, der, da Borgen begyndte at synke, raabte: ”Saa i Jesu Navn!”, blev reddet. Er Borring monstro afbrændt under Grevens Fejde, saa Sagnet deri har en virkelig Baggrund? 
Med dens Tilliggende opstaar Vest for den gamle Borgplads en ny Gaard, der efter den nærliggende Landsby kaldtes Lellinge».
Sophus Müller var i 1875 også af den antagelse, at det nok drejede sig om et voldsted fra middelalderen:
«[...] "Borgerring" og ved sin Beliggenhed tæt ved Aaen og omgiven af Lavninger vilde være en ypperlig Plads for et middelalderligt Borganlæg. Herfra kunde de to smukke romanske Søilefodstykker være tagne, som efter i Mands Minde at have henligget paa Kirkegaarden nu ere førte til Yderholms Kro, hvor de ere opstillede ved Indgangsdøren. (Se Pl.II,1). Suppl.t.Dan.Atl.VI p.167.»

## Sagn
Om Højelse Kirkes største klokke knytter der sig forskellige sagn, bl.a. at det fortælles ..., at da den ringede første Gang, sank den gamle Herreborg »Borring« ved Lellinge Aa i Jorden.
Den mere komplette udgave af dette sagn er at finde i den bog Højelse Lokalarkiv udgav i 2012. Her kan man læse:
«I meget gamle dage lå en borring (en gammel borg, hvoraf der for år tilbage endnu kunne ses rester øst for plantagen ved Gammel Lellingegård). Det var et prægtigt slot. En herremand, der var streng mod sine fæstere og tjenestefolk, boede her. Folk på egnen levede i evig frygt for ikke at kunne opfylde hoveriarbejdet på herregården, samtidig med at de skulle passe fæstegården. Svigtede de blot et af stederne, satte herremanden dem fra hus og gård.
Hvad skulle de så leve af? Tiggeri!
En dag kom en munk til egnen. Han gik rundt blandt bønderne og forkyndte »Den hvide krists lære«. Alle snakkede. Hvad var det munken talte om – at være god mod sine medmennesker. Munkens ord gav håb. Et Guds hus måtte bygges. Det skulle ligge på egnens højeste bakke. Da kirken skulle indvies, forbød herremanden sine undersåtter åbenlyst at bekende sig til den nye gud. Men for første gang viste fæstere og tjenestefolk sig ulydige.
Herremanden var gået op i tårnet for at se, hvordan folk strømmede mod Højelse Kirke. Kun en tro tjener var blevet tilbage hos herremanden. Ingen havde tidligere sat sig op mod ham. I sin afmagt ønskede han Odins straf over den nye Gud og alle de ulydige undersåtter. Midt i hans sværgen begyndte hele borgen at ryste. Murene faldt sammen, som var de byggeklodser. Tjeneren slog korsets tegn for sig og bad til Gud. Han blev reddet, men herremanden gik til bunds med slottet, og det dybe hul, det har skabt!
Hvirvelstrømmen i Lellinge Å, blev dannet!».
De gamle sagn viser sig at ramme rigtigt i to forhold: dels borgens placering helt tæt ved åen, dels perioden, hvor borgen var i brug, er overgangen mellem hedenskab og kristendom.

### Nære lokaliteter med sagn tilknyttet
Lidt øst for Borrering på den allervestligste del af Åsen (en del af Køge Ås) ligger Danhøj, om hvilken det siges, at kong Dan af Danmark skal være begravet der.

## Begivenheder og hændelser
Mandag den 30. juni 1947 blev præstefruen Elisabeth Balslev myrdet på marken ved Borrering af krybskytten Jacob Emil Vilhelm Frederiksen, efter hun havde været i biografen i Køge, hvor hun så filmen Himmerigets Nøgler. med skud fra en 11 mm Colt-pistol. Patronhylsteret blev fundet på marken, hvor Borrering er placeret.

## Undersøgelseshistorie
Lokaliteten Borre Ring nævnes første gang i en markbog fra 1682 som led i forarbejderne til Christian V's matrikel.
Anlægget ses vist nok første gang aftegnet på et kort i 1805 på et markkort over Lellingegårds marker.
Borganlægget blev første gang systematisk beskrevet ved en museal berejsning af Sophus Müller i 1875:
«Umiddelbart østlig for Gaarden [Gl. Lellingegaard] ligger en Banke som bærer Navnet "Borgerring" og ved sin Beliggenhed tæt ved Aaen [...]»
men nogen sikker datering kunne ikke fastslås.
På US Air Force luftfoto (ortofoto) fra maj 1954 Basic Cover 1954, stillet til rådighed af COWI, anes ringborgen som en noget uklar skygge i marken.
Den 27. august 1968 udarbejdede Willy Johansen fra Nationalmuseet forarbejdet til en deklaration om fredning af det formodede fortidsminde beliggende på den skovklædte banke ca. 300 meter vest for voldstedet Borrering. Banken bliver i deklarationsudkastet kaldt for "Borgering". Deklarationen forbliver vist dog ueffektueret idet Johansens kollega, Hans Stiesdal, forneden med blyant har tilføjet: "P.S. Denne Deklaration bør nøjere drøftes, før den udstedes. Det formodede Fortidsminde forekommer noget dubiøst".
Erkendelsen af, at der kunne befinde sig en egentlig Trelleborg nær Lellinge, blev først vakt efter en lodfotografering i november 1970 (det var seniorsergent Valdemar Ryhl fra Flyvestation Karup, der opdagede ringstrukturen på et luftfotografi).
I 1971-72 gennemførte Nationalmuseet udgravninger på borgpladsen ledet af Thorkild Ramskou, mens selve volden forblev udateret ved de undersøgelser, man dengang var i stand til at foretage (et enkelt snit gennem den nordlige del af volden blev det til ved den lejlighed). Der fandtes bopladsspor og affaldsgruber og disse dateredes til romersk jernalder. Ingen spor af senere bebyggelser blev fundet i udgravningsfeltet (nogen egentlig udgravningsrapport om disse fund blev der ikke udarbejdet). Forud for udgravningerne var der fra flere sider en forventning om, at udgravningerne ville afsløre og dokumentere, at ringborgen var et anlæg fra vikingetiden på linje med de øvrige kendte vikingeringborge, men noget sådant var ikke muligt at dokumentere. Det undersøgte udgravningsfelt i 1971-72 var forbavsende beskedent i forhold til de forventninger, der havde været til anlægget, inden man gik i gang med de arkæologiske udgravninger. Undersøgelsesresultaterne fra 1971 til 72 blev ikke omtalt i årbogen Nationalmuseets Arbejdsmark.
Hobbyarkæologer har på et tidspunkt undersøgt voldstedet med metaldetektorer, uden at der blev fundet noget.
I en folder fra Roskilde Amt fra 2001 om turforslag langs Køge Å og Køge Ås får man gengivet Thorkild Ramskous dateringsformodning af Borrering korrekt, mens man derimod får angivet lokaliteten for voldstedet – i pjecen kaldet Borgring – forkert.
Omkring 40 år efter Ramskou var professor Søren Sindbæk fra Aarhus Universitet i gang med at arbejde på en stor bog om Aggersborg, da han indså, at mønsteret i de øvrige borges placering gjorde det tydeligt, at der nok også burde være en borg i det østsjællandske område. Der "manglede" simpelthen en borg mod østkysten. Søren Sindbæk forklarede det således til Jyllands-Posten:
«Vi var på jagt efter en vikingeborg i Østsjælland, fordi det - når man har arkæologiske briller på - er påfaldende, at der ikke er nogen vikingeborge ud til østkysten. Vi ved, at de andre ligger strategiske steder, og derfor er vi gået ud fra denne formodning.»
I maj 2013 fik han uventet hjælp af museumsinspektør Nanna Holm fra Danmarks Borgcenter, og de kunne sammen konstatere, at Borrering ved Lellinge, som man tidligere ikke havde haft held med at henregne som et anlæg fra vikingetiden af trelleborgtypen, ville være det nok absolut bedste bud på en vikingeringborg på Østsjælland med adgang til de østlige kyster.
I august 2013 foretog Helen Goodchild, ekspert i arkæologisk geofysik fra University of York i England, geomagnetiske undersøgelser (gardiometermåling), hvorved der fremkom et detaljeret 'skyggebillede' af borgen.
I 2014 viste nærmere arkæologiske undersøgelser udført af arkæologer fra Danmarks Borgcenter og Aarhus Universitet, at Borrering/Borgring stammer fra 900-tallet. Arkæologerne fandt også spor af afbrændte porte, hvilket måske kan tyde på krigshandlinger, der er i stil med de spor der er fundet på Trelleborg ved Slagelse, hvor man også har fundet 19 pile, der er skudt ind i borgen. Indtil nu er det kun nord- og østporten, samt den sydlige del af volden, der er blevet udgravet. Aftryk af enkelte stolpehuller er indtil videre blevet fundet inden for volden, men endnu kun i så beskedent antal, at det ikke giver mulighed for at få et samlet overblik over bebyggelsesstrukturen inden for volden.
Selv om borgen er opbygget geometrisk ligesom de øvrige vikingetids trelleborge vender Borrerings porte dog ikke stik mod de fire verdenshjørner, men er forskudt en anelse i forhold til disse (11°). Dette hænger givetvis sammen med, at anlægget ville have kommet til at fremstå asymmetrisk i landskabet, hvis man havde holdt sig strengt til et princip om at placere portene efter de fire verdenshjørner.
Anlægget har indtil 2014 kun været nævnt få gange i litteraturen, og lå således i mange år ret upåagtet hen som en af Danmarks største cirkulære ringborge.
Lokaliteten, hvor udgravningerne i 2014 foretages, har tilsyneladende altid været attraktiv for menneskelig aktivitet, og arkæologerne har således foruden sporene efter selve ringborgen også gjort fund fra såvel stenalder som jernalder.
Vallø Stift har foreløbig besluttet at tage jorden omkring ringborgen ud af drift.
Undersøgelserne af ringborgen eller rettere området omkring denne fortsatte i 2015 med såkaldte ikke destruktive undersøgelser. Dette skete bl.a. ved diverse røntgenundersøgelser. Håbet er især at afsløre lokaliteten for eventuelle huse fra den tid.

## Bygherre
Harald Blåtand formodes at have været bygherren bag de øvrige danske ringborge af trelleborgtypen, og det er derfor nærliggende at antage, at han også har stået bag opførelsen af ringborgen ved Lellinge. De første dateringer baseret på kulstof 14-metoden viste, at ringborgen er fra 900-tallet, men kun med yderligere og mere præcise dateringer kunne det endeligt fastslås, om det var Harald Blåtand, der stod bag byggeriet. Et gennembrud for dateringen kom i slutningen af juni måned 2017, hvor et træstykke på ca. 1 m blev fundet i ådalen syd for borgen. Dendrokronologiske undersøgelser påviste, at træet er fældet efter år 966. Der er tale om en brugsgenstand, så træstumpen siger ikke noget om selve borgens opførelse. 

## Sammenligning med andre danske trelleborge

### Afledte stednavne
Et punkt, hvor der er væsentlige forskelle trelleborgene imellem, er i spørgsmålet om, hvor mange andre lokaliteter i borgenes nærhed, der har fået tillagt navn efter borgene, eller hvis navne på en eller anden måde refererer til en nærliggende borg.
Her viser det sig, at der for Borrerings vedkommende er flere af sådanne afledte navne overleveret, end for nogle af de andre vikingetidsringborge.
- Nonnebakken / Nonneborg kan ganske vist dokumenteres ganske langt tilbage i tiden, men det er svært at lave en præcis opgørelse over, hvor mange afledte stednavne, der findes eller har fandtes i tilknytning til lokaliteten.
- Fyrkat har ikke et eneste stednavn i sit opland, der kan henledes til borgen, og borgen selv havde heller ikke noget navn, men er opkaldt efter Fyrkat Mølle (1608: Fyrkatte Mølle)[67].
- Trelleborg kan fremvise tre stednavne afledt af borgens navn, nemlig: Trelleborg Enge, Trelleborg Marken, Trælleborg Gårde og Trelleborg i Skåne.
- Aggersborg kan fremvise 5-6 overleverede stednavne, der muligvis har tilknytning til borgen, nemlig: Aggersborg Kær, Aggersborg Rimme, Aggersborggård, Borreholm, Kongensgård og Sankt Nilaus Kilde.

For Borrerings vedkommende er antallet af overleverede afledte stednavne dog væsentligt større, end for nogle af de øvrige trelleborges vedkommende. Følgende stednavne kan i hvert fald påvises som nogle, der efter al sandsynlighed er afledt efter Borrering: Borrerings Agre, Borrerings Mark, Borrebrink, Borrerings stykker / Borrerings Aas, Borreskov, Borreskovhus, Borrestruphus (eller Borrestubhuset) og Borrestub. Troligvis er også gårdnavnet Borgegård og vejnavnet Borgegårdsvej i den sydøstlige del af Højelse Sogn afledt efter Borrering.

## Fodnoter
1. ↑  Borgen er også kendt som Vallø Borgring[13][14][15] og Borgringen ved Lellinge (tidligere også kendt som Borgerring, Borring, Lellinge Ringborg[16] og flere andre benævnelser[2][6]).
2. ↑  Nordisk Forskningsinstitut formulerer det således: "I tilfældet Borgring skal man endda være opmærksom på, at stednavnet efter alt at dømme har flyttet sig med tiden. På kort fra slutningen af 1800-tallet ses Borgring eller Boring således som navn på en lille skov ca. 300 meter vest for ringborgen."[2]
3. ↑  Om vanskellighederne ved at få et samlet overblik over de forhistoriske voldsteder skrev Harald Andersen bl.a.: "Vil man imidlertid, uden at gå til arkiverne, skaffe sig en oversigt over hele materialet, må man pløje sig gennem Traps Danmark, hvor samtlige danske voldsteder er beskrevet, om end kortfattet. Dette er ikke nogen misundelsesværdig udvej, men foreløbig den eneste farbare". Denne betragtning gjaldt ganske vist for de fleste af de 37 forhistoriske borge, som Harald Andersen behandlede i sin artikel, men for Borrerings vedkommende er omtalen i Trap Danmarks 5. udgave kun af helt overordnet og spekulativ natur og er en ordret gengivelse af den tilsvarende beskrivelse fra 4. udgave (1921): "Straks ø.f. Gl. Lellingegaard lige ved Aaen ligger en Banke, omgivet af Lavninger. Den kaldes Borgering og kunde synes velegnet for en middelald. Borg. Der er dog ikke fundet Beviser for, at en saadan har eksisteret paa Stedet" (sammenligner man med beskrivelsen i 3. udgave (1898) ses det klart, at disse beskrivelser i Trap Danmark alene sigter til den skovklædte banke ret øst for Gl. Lellingegaard og ikke til voldstedet ude på marken: "Lige Ø. for Gaarden er der en høj Banke "Borgering", hvis Beliggenhed tæt ved Aaen og omgiven af Lavninger kunde synes at have gjort den egnet til at bære et middelalderligt Borganlæg")[23][24][25]. Ønskede man oplysninger om Borrering i 1992, var man altså stort set henvist til at gå direkte til udgravningsresultaterne, der befinder sig på Nationalmuseet, for at få brugbar viden om anlægget.[26]
4. ↑  Det er endnu ubekræftet, om der skulle have været andre danske byer end Køge, der har haft et Borrestræde.
5. ↑  Det er dog ikke præcis fastslået, om "Borgrings Marken" navnemæssigt konkret sigter til voldstedet på selve marken, eller om det sigter til den skovklædte banke, "Borgring", 300 meter vest for voldstedet.
6. ↑  Kulturstyrelsen bruger dog formuleringen: "Bl.a. viser ældre kortmateriale, hvor borgen er aftegnet, at den var kendt som en borg-ring." til at begrunde valget af navn, men det ejendommelige er, at ingen af de kort, Kulturstyrelsen her henviser til, har navnet "Borgring" som navnet for voldstedet eller dettes placering i landskabet. Alle kortene bruger navnet "Borgring" om et skovområde, der ligger 300 meter vest for ringborgen.[10]
7. ↑  I andre versioner af sagnet, er det Lellinge Kirke, der sigtes til.[46]
8. ↑  Udgravningerne i 2014 begyndte den 18. august 2014 og arkæologerne begyndte med at grave i den sydlige del af volden helt tæt på åen.
9. ↑  På et kort over Lellingegårds marker Arkiveret 6. oktober 2014 hos  Wayback Machine fra 1805 ses Borrering angivet som en elipseform.